# Tupigea
Genre
Tupigea est un genre d'araignées aranéomorphes de la famille des Pholcidae.

## Distribution
Les espèces de ce genre sont endémiques du Sud-Est du Brésil.

## Liste des espèces
Selon World Spider Catalog (version 14.5, 2014) :
- Tupigea ale Huber, 2011
- Tupigea altiventer (Keyserling, 1891)
- Tupigea angelim Huber, 2011
- Tupigea cantareira Machado, Yamamoto, Brescovit & Huber, 2007
- Tupigea guapia Huber, 2011
- Tupigea lisei Huber, 2000
- Tupigea maza Huber, 2000
- Tupigea nadleri Huber, 2000
- Tupigea paula Huber, 2000
- Tupigea penedo Huber, 2011
- Tupigea sicki Huber, 2000
- Tupigea teresopolis Huber, 2000

## Publication originale
- Huber, 2000 : New World pholcid spiders (Araneae: Pholcidae): A revision at generic level.Bulletin of the American Museum of Natural History, no 254, p. 1-348 (texte intégral).